# HD 25102
HD 25102，又名BD+09 524，SAO 93710、HR 1233，是一颗恒星，视星等为6.37，位于銀經180.07，銀緯-30.98，其B1900.0坐标为赤經3h 54m 11.5s，赤緯+10° -30.98′ 45″。